# Chlorophorus dohertii
Chlorophorus dohertii là một loài bọ cánh cứng trong họ Cerambycidae.